# Bence Bánhidi
Bence Bánhidi (født 9. februar 1995) er en ungarsk håndboldspiller, som spiller i SC Pick Szeged og for Ungarns herrerhåndboldlandshold.